# Contea di Tianlin
La contea di Tianlin (田林县S, Tiánlín XiànP) è una contea della Cina, situata nella regione autonoma di Guangxi e amministrata dalla prefettura di Baise.